# Catumiri chicaoi
Catumiri chicaoi là một loài nhện trong họ Theraphosidae.
Loài này thuộc chi Catumiri. Catumiri chicaoi được miêu tả năm 2004 bởi Guadanucci.